# Anita Kobuß
Anita Kobuß (Mittweida, 13 de febrero de 1944) es una deportista de la RDA que compitió en piragüismo en la modalidad de aguas tranquilas.  Ganó cuatro medallas en el Campeonato Mundial de Piragüismo en los años 1966 y 1970.

## Palmarés internacional
| Campeonato Mundial | Campeonato Mundial     | Campeonato Mundial | Campeonato Mundial |
| Año                | Lugar                  | Medalla            | Evento             |
| ------------------ | ---------------------- | ------------------ | ------------------ |
| 1966               | Berlín Oriental (RDA)  | Medalla de bronce  | K1 500 m           |
| 1966               | Berlín Oriental (RDA)  | Medalla de oro     | K2 500 m           |
| 1966               | Berlín Oriental (RDA)  | Medalla de bronce  | K4 500 m           |
| 1970               | Copenhague (Dinamarca) | Medalla de plata   | K4 500 m           |